# Elisa, mon amour
Pour plus de détails, voir Fiche technique et Distribution.
Elisa, mon amour (Elisa, vida mía) est un film espagnol réalisé par Carlos Saura et sorti en 1977.

## Fiche technique
- Titre original : Elisa, vida mía
- Titre français : Elisa, mon amour
- Titre anglais : Elisa, My Life
- Réalisation : Carlos Saura
- Scénario : Carlos Saura
- Décors : Antonio Belizón
- Costumes : Angelines Castro
- Photographie : Teodoro Escamilla
- Son : Bernardo Menz
- Musique : Giorgio Mainiero
- Montage : Pablo González del Amo
- Production : Elías Querejeta
- Société de production : Elías Querejeta Producciones Cinematográficas
- Société de distribution : Emiliano Piedra
- Pays de production :  Espagne
- Langue originale : espagnol
- Format : couleur (Eastmancolor) — 35 mm — son monophonique
- Genre : drame
- Durée : 125 minutes
- Dates de sortie :
  - Espagne : 21 avril 1977
  - France : 8 juin 1977

## Distribution
- Fernando Rey :  Luis
- Geraldine Chaplin (VF : Béatrice Delfe[1]) :  Elisa Santamaria (adulte) / la mère d'Elisa
- Ana Torrent :  Elisa (enfant)
- Norman Briski :  Antonio
- Isabel Mestres : Isabel, la sœur d'Elisa
- Arantxa Escamilla :  Isabel (enfant)
- Jacobo Escamilla :  un enfant
- Francisco Guijar :  médecin
- Joaquín Hinojosa :  Julián

## Distinctions

### Récompenses
- Prix d'interprétation masculine du Festival de Cannes pour Fernando Rey au Festival de Cannes 1977.